# 格蘭德帕斯鎮區 (密蘇里州薩林縣)
格蘭德帕斯鎮區（英語：Grand Pass Township）是位於美國密蘇里州薩林縣的一個行政鎮區。

## 地方資料
格蘭德帕斯鎮區的面積為222.06平方千米，當中陸地面積為216.15平方千米，而水域面積為5.91平方千米。根據2020年美國人口普查的數據，當地共有人口451人，而人口密度為每平方千米2.03人。